# Cantone di Annemasse
Il cantone di Annemasse è una divisione amministrativa dell'arrondissement di Annecy.
È stato costituito a seguito della riforma approvata con decreto del 13 febbraio 2014, che ha avuto attuazione dopo le elezioni dipartimentali del 2015.

## Composizione
Comprende i 3 comuni di:
- Ambilly
- Annemasse
- Ville-la-Grand